# Рудник Ороя
Рудник Ороя (Oroya) — колишній гірничодобувний майданчик на заході Австралії, одна з копалень, що виникли на рудному полі Сендстоун.
Родовище золота в районі Ороя виявили у 1903 році, після чого компанія Oroya Black Range Company Ltd вела його розробку до 1914 року та видобула 11,3 тонни золота. За іншими даними, по 1920 рік копальня видала 12,8 тонни золота. Нарешті, ще одне джерело зазначає для періоду до середини XX століття показник у 420 тисяч тонн вилученої руди, з якої отримали 6,9 тонни золота. Розробка велась підземним способом на глибину до 140 метрів.
У 1994—1995 роках короткочасну розробку Ороя відкритим способом провадила компанія Herald Resources, яка отримала звідси лише 0,8 млн тонн золота. Глибина кар'єра сягнула 60 метрів.